# Luis del Rosal Caro
Luis Pedro del Rosal y Caro (Loja, Granada, 20 de junio de 1881 - Cádiz, 24 de octubre de 1957) perteneció al Cuerpo de Secretarios Generales de Gobiernos Civiles y desempeñó una de estas en la Guinea Continental de Fernando Poo. Su labor se caracterizó por una austera administración y un acrecentamiento de los ingresos y la realización de numerosas obras de construcción y saneamiento, pero su mayor aportación fue la creación de diversas fundaciones para el amparo de los más necesitados.

## Biografía
Jefe Superior de Administración Civil, Secretario de los Gobiernos Civiles de Logroño, Gran Canaria, Huelva, Granada, Cádiz  y Badajoz, donde se jubiló tras desempeñar su labor profesional durante quince años. En tiempos nada fáciles puso de relieve sus dotes de funcionario inteligente, gran caballero y hombre bueno y cordial y, sobre todo, muy querido en Badajoz. El gobernador Ruiz de la Sena le homenajeó el día de su jubilación.
Fue Jefe Superior Honorario de Administración Civil, sirviendo en el Gobierno Civil de Cádiz, se encarga del Negociado de Orden Público y de la Administración de la Jefatura de Sanidad y del Instituto Provincial de Higiene, y es en este último cargo donde en colaboración con los señores facultativos consigue crear más de 50 dispensarios de las distintas especialidades endémicas. En Cádiz fundó y estableció con la tolerancia de las Autoridades Provinciales en el año de 1928 el cupón benéfico de ciegos de la provincia (Sociedad de Socorro y Defensa del Ciego), que después se extendió a Jerez de la Frontera, en 1938 en Andalucía y en 1942 por decreto en toda España; y bajo su orientación se redactan los primeros Reglamentos que de esta entidad hubo en España antes de que pasara a ser la Organización Nacional de Ciegos Españoles (ONCE).
También en 1928 fundó en dicha capital la Sociedad de Socorros Mutuos titulada: "Cooperativa de tabaqueros los 41", integrada por obreros tabacaleros evitando con ello las constantes huelgas que venían produciéndose: con el tiempo pasaría a formar parte de los Sindicatos Verticales. Al ser trasladado al Gobierno Civil de Badajoz y tomar posesión en mayo de 1936, fundó y estableció el Cupón de Ciegos el 9 de junio. Durante la Guerra Civil de 1936, el general Queipo de Llano estableció este mismo beneficio en el resto de Andalucía y el año 1942 se le dio carácter general y legal en toda España.
En Granada constituye la Sociedad de Sierra Nevada, construyendo albergues e iniciando la construcción de carreteras que dieran acceso a los Picos de El Veleta y del Mulhacén.
Comendador de Número de la Orden del Mérito Civil, concedido por el Jefe del Estado e impuesta el sábado 8 de septiembre de 1951. Posee entre otras condecoraciones la Medalla de Plata de Descendientes de Héroes y la de África con Pasador de Elobey-Corisco/Annobon, la Medalla de la Coronación de S. M. El Rey don Alfonso XIII, la del Centenario de las Cortes de Cádiz, y numerosas menciones honoríficas.